# Валв Корпорейшън
„Валв Корпорейшън“ (позната още като „Валв Софтуеър“ или по-кратко „Валв“) е американска компания за разработване на видеоигри и дистрибуция на дигитални компютърни стоки, базирана в Белвю, Вашингтон, САЩ. Основана е през 1996 г. от бившите служители на „Майкрософт“, Гейб Нюъл и Майк Харингтън. Компанията е известна с успешния си и критично аплодиран първи продукт – Half-Life, пуснат през ноември 1998 г. Също така е позната и тяхната социална мрежа за дистрибуция на видеоигри – Steam и разработването на Source Engine, използван във всеки техен продукт от 2004 г. насам.

## История
Компания Valve е основана от бившите служители на Microsoft, Гейб Нюъл и Майк Харингтън на 24 август 1996 г. като ДОО, базирано в Къркланд, Вашингтон. След присъединяването си през април 2003 г., компанията е преместена от „родното си място“ в Белвю, Вашингтон, същият град, в който се намира и техният тогавашен оригинален издател Sierra On-Line, Inc.
След успеха на Half-Life, екипът работи върху модификации, съпътстващи дейности, както и продължения, включително и Half-Life 2. Всички текущи игри на Valve са изградени на Source Engine, който дължи голяма част от своя успех на модификациите и продълженията. Компанията е разработила шест серии на игри: Half-Life, Team Fortress, Portal, Counter-Strike, Left 4 Dead и Day of Defeat. Valve се прочуват с подкрепата на модърските общности, измислили едни от най-големите им заглавия: Counter-Strike, Team Fortress, Portal и Day of Defeat. Те продължават напред със следващата модификация, която от такава ще се превърне в напълно официална и цялостна игра, а именно Warcraft III картата Defense of the Ancients („Защитата на древните“ или „Защитата на ентите“), често съкращавана като DotA, която ще заеме името Dota 2. Всяка от тези игри започна като модификация от трети страни, след което Valve ги закупи и разработи в своята пълна версия. Те също така разпространяват и модификациите от общността в Steam.
От дебюта на Valve Corporation, компанията се разраства, както по обхват, така и по търговска стойност. На 10 януари 2008 г., Valve Corporation обяви придобиването на Turtle Rock Studios. На 9 април 2010 г. Valve спечели мартенския The Escapist Magazine турнир за най-добър предприемач на 2010 г., побеждавайки Zynga на полуфинала и BioWare на финала.

## Игри
| Заглавие                         | Година | Жанр                | Платформа                                     |
| -------------------------------- | ------ | ------------------- | --------------------------------------------- |
| Half-Life                        | 1998   | Шутър от първо лице | PC, PlayStation 2, Mac, Linux                 |
| Team Fortress Classic            | 1999   | Шутър от първо лице | PC, Mac, Linux                                |
| Half-Life: Opposing Force        | 1999   | Допълнение          | PC, Mac, Linux                                |
| Deathmatch Classic               | 2000   | Шутър от първо лице | PC, Mac, Linux                                |
| Ricochet                         | 2000   | Екшън игра          | PC, Mac, Linux                                |
| Counter-Strike                   | 2000   | Шутър от първо лице | PC, Xbox, Mac, Linux                          |
| Half-Life: Blue Shift            | 2001   | Допълнение          | PC                                            |
| Day of Defeat                    | 2003   | Шутър от първо лице | PC, Mac, Linux                                |
| Counter-Strike: Condition Zero   | 2004   | Шутър от първо лице | PC, Xbox, Mac, Linux                          |
| Half-Life: Source                | 2004   | Шутър от първо лице | PC                                            |
| Counter-Strike: Source           | 2004   | Шутър от първо лице | PC, Mac, Linux                                |
| Half-Life 2                      | 2004   | Шутър от първо лице | PC, Xbox, Xbox 360, PlayStation 3, Mac, Linux |
| Half Life 2: Deathmatch          | 2004   | Шутър от първо лице | PC, Mac, Linux                                |
| Half-Life Deathmatch: Source     | 2005   | Шутър от първо лице | PC                                            |
| Day of Defeat: Source            | 2005   | Шутър от първо лице | PC, Mac                                       |
| Half-Life 2: Lost Coast          | 2005   | Шутър от първо лице | PC                                            |
| Half-Life 2: Episode One         | 2006   | Шутър от първо лице | PC, Xbox 360, PlayStation 3, Mac, Linux       |
| Half-Life 2: Episode Two         | 2007   | Шутър от първо лице | PC, Xbox 360, PlayStation 3, Mac, Linux       |
| Portal                           | 2007   | Пъзел               | PC, Xbox 360, PlayStation 3, Mac, Linux       |
| Team Fortress 2                  | 2007   | Шутър от първо лице | PC, Xbox 360, PlayStation 3, Mac, Linux       |
| Left 4 Dead                      | 2008   | Шутър от първо лице | PC, Xbox 360, Mac, Linux                      |
| Left 4 Dead 2                    | 2009   | Шутър от първо лице | PC, Xbox 360, Mac, Linux                      |
| Alien Swarm                      | 2010   | Шутър от първо лице | PC                                            |
| Portal 2                         | 2011   | Пъзел               | PC, Xbox 360, PlayStation 3, Mac, Linux       |
| Counter-Strike: Global Offensive | 2012   | Шутър от първо лице | PC, Xbox 360, PlayStation 3, Mac              |
| Dota 2                           | 2013   | MOBA                | PC, Mac                                       |
| Artifact                         | 2018   | Картова игра        | PC, Android                                   |
| Half-Life: Alyx                  | 2020   | Шутър от първо лице | PC                                            |
| Counter-Strike 2                 | 2023   | Шутър от първо лице | PC                                            |

## Half-Life
След осигуряване на лиценз за Quake Engine (чрез помощта на приятеля Майкъл Абраш от id Software) в края на 1996 г., Нюъл и Харингтън започнали работа по Half-Life. Първоначално планирана да излезе в края на 1997 г., Half-Life обаче е пусната чак на 19 ноември 1998 г. Valve придобиват TF Software PTY Ltd, създателите на Team Fortress (модификация на Quake) през май 1998 г. с намерението да се създаде самостоятелна Team Fortress игра. Модификацията Team Fortress Classic е основен „порт“ на оригиналната модификация Team Fortress от Quake, пусната за Half-Life през 1999 г.
Gearbox допринесли много след излизането на Half-Life. Gearbox Software са основни разпространители на Half-Life допълненията Half-Life: Opposing Force и Half-Life: Blue Shift заедно с домашните конзолни версии на Half-Life за Sega Dreamcast и Sony PlayStation 2, които включват и трети допълнения като Half-Life: Decay, които позволяват двама играчи да играят на разделен екран кооперативно.

## Steam
Valve обяви своята платформа за игри Steam през 2002 г. По онова време изглеждаше просто да бъде метод за рационализиране на поправки онлайн във видеоигрите, но по-късно е пуснат като заместител на голяма част от структурата на услугата World Opponent Network, а също и като система за дистрибуция/управление на цифрови права за цели игри.
Налични са над 1400 игри в Steam и през октомври 2010 г. Valve обявиха, че са надминали 30 милиона активни потребителски акаунти, от които по неофициални данни се твърди, че има около 25 000 български такива.